# Hraniční přechod Morskoje–Nida
Hraniční přechod Morskoje–Nida je hraniční přechod pro automobily a pěší na litevsko-ruské státní hranici. Nachází se na Kuršské kose mezi obcemi Nida (město Neringa, Klaipėdský kraj, Litva) a Morskoje (město Zelenogradsk, Zelenogradský rajón, Kaliningradská oblast, Severozápadní federální okruh, Rusko). Hraniční přechod také leží na hranici dvou národních parků, tj. litevského Národního parku Kuršská kosa a ruského Národního parku Kurská kosa. Litevská část hraničního přechodu je navíc v chráněné rezervaci Grobšto gamtinis rezervatas.

## Další informace
Přechod obsahuje několik budov na obou stranách hranice. Přechod bývá z různých důvodů uzavřen. Od 16. března 2020 je hraniční přechod uzavřen. U přechodu začíná také cyklostezka a mezinárodní turistické trasy Baltská pobřežní turistická trasa, Svatojakubská cesta a evropská dálková trasa E9.

## Galerie

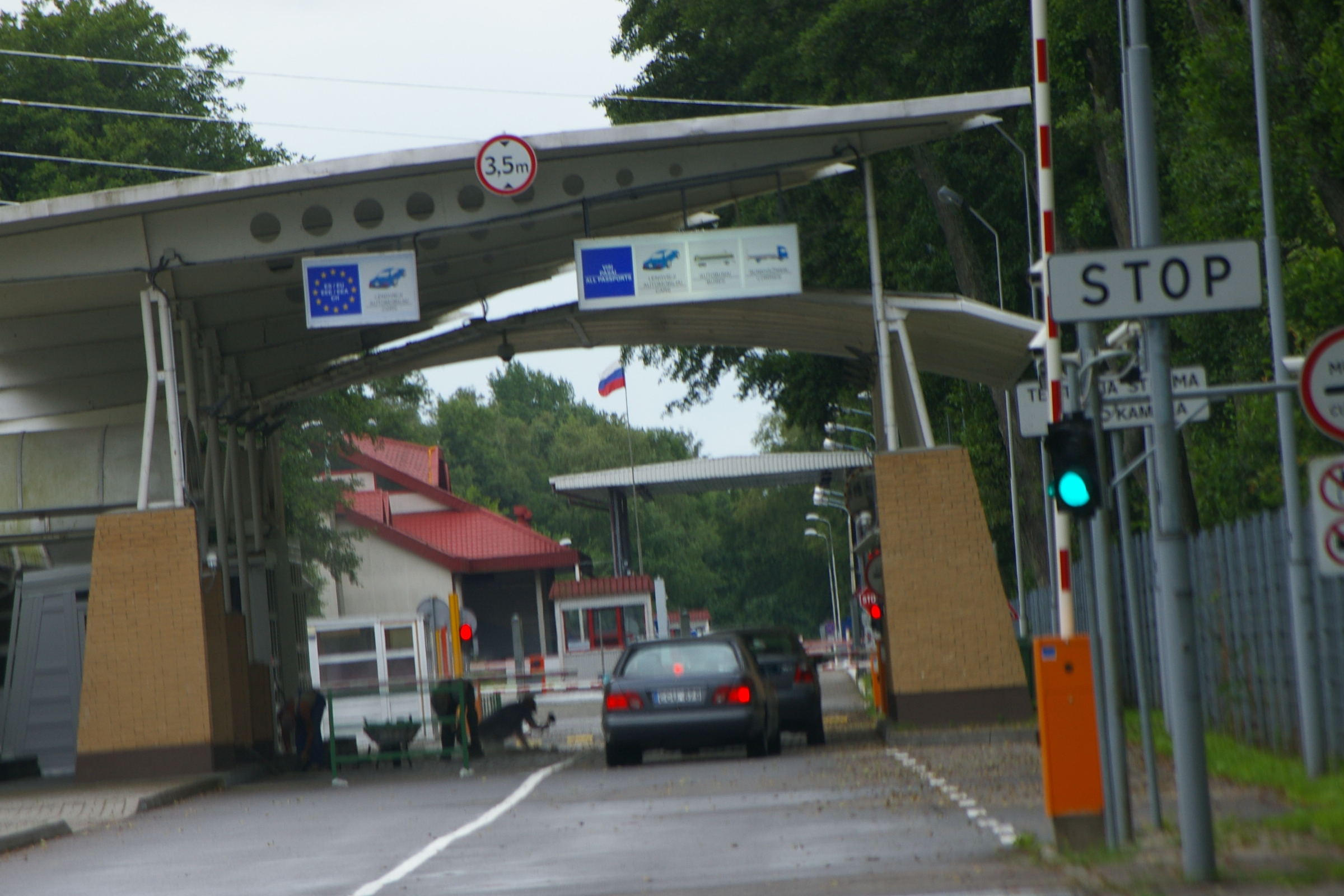
Pohled z Litevské strany hranic
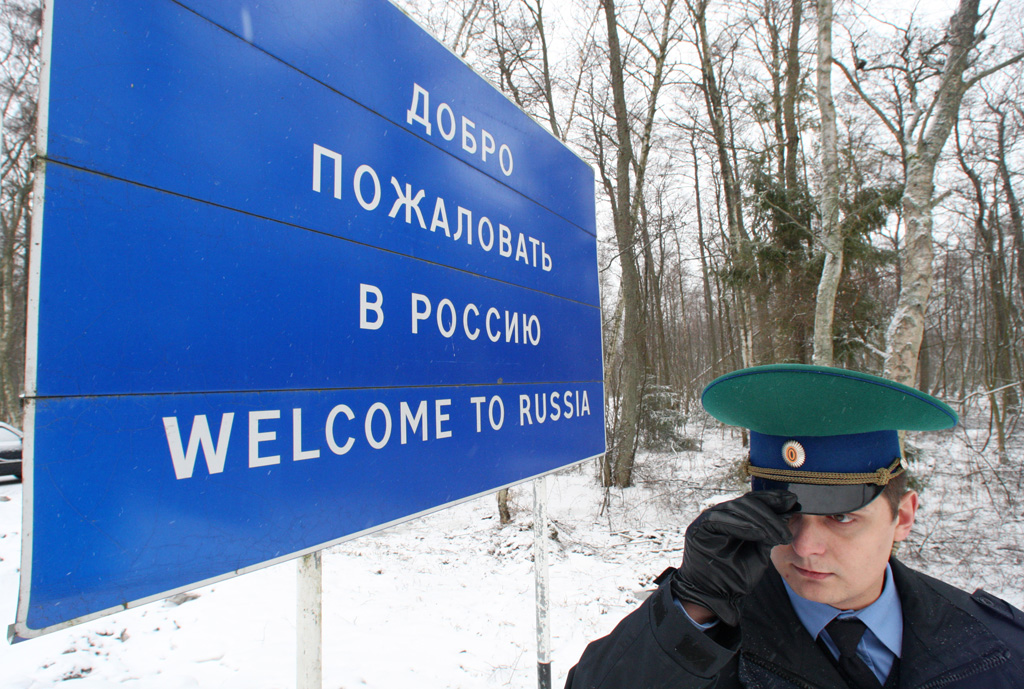
Ruský pohraničník
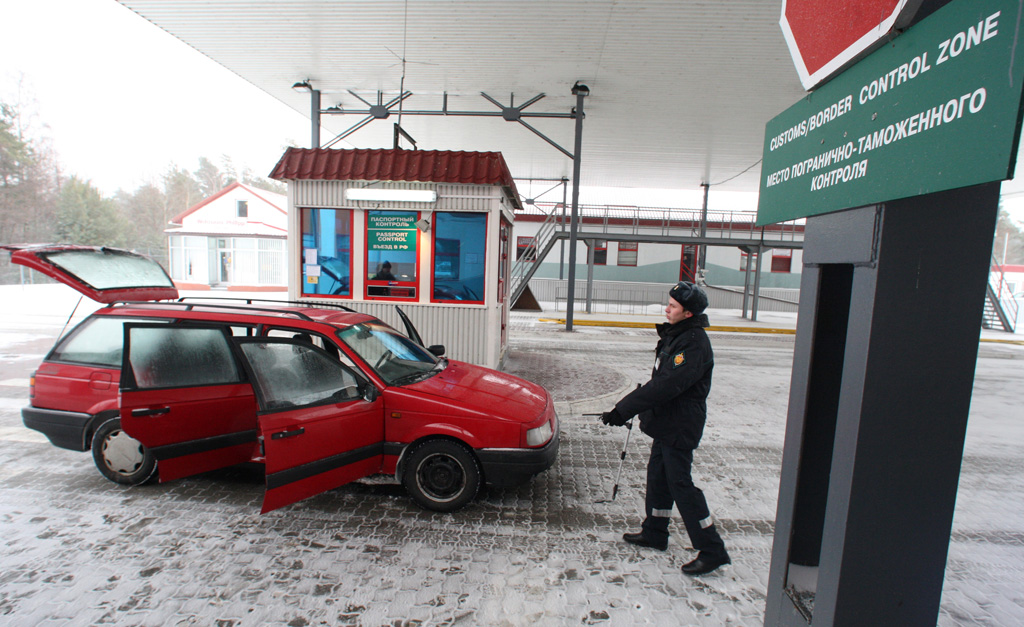
Ruská část hraničního přechodu